# Estelle Mauffette
Pour les articles homonymes, voir Mauffette.
Estelle Mauffette est une actrice québécoise née à Montréal le 6 octobre 1904 et décédée à Montréal le 12 mars 1984 à l'âge de 79 ans. Elle connut une carrière au théâtre et à la radio.

## Biographie
Initiée très jeune au théâtre par ses parents, elle suit des études d'art dramatique avec Jeanne Maubourg.
Par la suite, elle fut une des premières vedettes féminines des feuilletons radiophoniques québécois des années 1930 grâce à sa participation, par exemple, au radioroman Le Curé de village. Mais elle a surtout marqué le paysage radiophonique québécois de cette époque en devenant la première Donalda du cycle Un homme et son péché de Claude-Henri Grignon, où elle interpréta le rôle de la femme de Séraphin Poudrier sur les ondes de Radio-Canada de 1938 à 1942. À cette époque, elle était une des grandes vedettes du Québec.
Estelle Mauffette continua sa carrière surtout au théâtre. Elle est très souvent associée aux productions de Fred Barry et d'Albert Duquesne. Elle fut aussi de la distribution de la série télévisée La Famille Plouffe.  
Toutefois, la maladie (thrombose cérébrale) la garda paralysée et arrêta brusquement toute activité alors qu'elle était encore très active.
Elle était la sœur du comédien Guy Mauffette.

## Source
- Raymonde Bergeron et Marcelle Ouellette, Voix, visages et légendes : Radio-Canada : 1936-1986, Montréal, Les Entreprises Radio-Canada, 1986, 256 p. (ISBN 978-0-887-94328-7, OCLC 756998951)